# Вільям Гейвард Пікерінг
Сер Вільям Гейвард Пікерінг (англ. Sir William Hayward Pickering; 24 грудня 1910 — 15 березня 2004) — американський фізик і астроном новозеландського походження.

## Життєпис
Народився у Веллінгтоні (Нова Зеландія), в 1932 році закінчив Каліфорнійський технологічний інститут. Упродовж 1932—1976 років працював у цьому інституті (з 1946 року — професор, в 1954—1976 роках — директор Лабораторії реактивного руху). У 1976—1978 роках — директор Дослідницького інституту при Університеті бензину і корисних копалин у Саудівській Аравії, з 1978 року — президент Пікерінгівскої науково-дослідної корпорації. Був членом багатьох урядових і університетських комісій з дослідження космічного простору.
Очолював роботи зі створення перших американських штучних супутників Землі («Експлорер-1» вийшов на навколоземну орбіту 31 січня 1958), а також керував плануванням, розробкою та здійсненням американських програм дослідження Місяця та планет за допомогою автоматичних станцій «Рейнджер», «Сервейор», «Марінер». «Рейнджер-7», «Рейнджер-8», «Рейнджер-9» (1964—1965) перед жорстким примісяченням передали на Землю перші детальні великомасштабні фотографії місячної поверхні. Апарати серії «Сервейор» (1966—1967) здійснювали м'яку посадку на Місяць і виконували різноманітні дослідження місячної поверхні, зірок, планет, сонячної корони. «Марінер-2» в 1962, пройшовши на відстані 33600 км від Венери, передав на Землю наукову інформацію про атмосферу і температуру поверхні планети, «Марінер-5» (1967) досліджував Венеру з пролітної траєкторії. «Марінер-4» в 1965 успішно досліджував Марс з пролітної траєкторії і сфотографував його, на переданих на Землю знімках вперше були виявлені кратери на поверхні планети. «Марінер-6», «Марінер-7» (1969) і «Марінер-9» (1971—1972) провели докладніше вивчення атмосфери і поверхні Марса. Під час польоту «Марінера-10» (1974) було продовжено дослідження Венери, а потім отримані перші детальні знімки поверхні Меркурія і зроблені спроби виявлення на ньому атмосфери.

## Відзнаки і нагороди
Член Національної АН США, член Новозеландського королівського товариства, Міжнародної академії астронавтики, президент Міжнародної астронавтичної федерації (1965—1966).
Премія імені Дж. Вайлда Американського ракетного товариства (1957), медаль імені Х. Колумба (Генуя, 1964), премія імені А. Галабера Міжнародної астронавтичної федерації (1965), премія Годдарда Національного космічного клубу (1965), медаль Едісона інституту інженерів з електротехніки та електроніки (1972), Національна наукова медаль уряду США (1976), медаль Фарні Інституту Франкліна (1976).